# ベンジャミン・ストロング
ベンジャミン・ストロング（英語: Benjamin Strong, Jr.、1872年12月22日 - 1928年10月16日）は、アメリカ合衆国の銀行家。
金融会社、信託会社勤務を経て、1914年からニューヨーク連邦準備銀行の初代総裁を死去するまでの14年間務め、連邦準備制度の政策と行動に大きな影響力を及ぼした。また、イングランド銀行総裁モンタギュー・ノーマンとは個人的な信頼関係も築き、第一次世界大戦後の国際金融の再建に卓越した指導力を発揮した。

## 前半生と私生活
1872年、ニューヨーク州フィッシュキルに生まれた。1891年、18歳で投資金融会社キュイラー・モルガン・アンド・カンパニー（Cuyler, Morgan and Co.）に就職した後、アトランティック・トラスト・カンパニー勤務を経て、1904年からはバンカーズ・トラスト（バンカーズ信託会社）に務め、1909年には同社副社長、1914年には社長に就任した。
私生活では、1895年にマーガレット（Margaret LeBoutiller）と結婚し4人の子供を儲けたが、1905年にマーガレットが自殺し死別している。1906年には長女も亡くした。1907年にバンカーズ・トラスト社長エドモンド・コンバース（Edmund C. Converse）の娘キャサリン（Katherine Converse）と再婚したが、1916年にキャサリンが2人の娘を連れて別居、1920年に離婚している。1916年に肺結核を患って1年休職して以降、咽頭結核や肺炎の療養のため数度休職している。

## 経済政策と連邦準備制度への関与
1920年代、公開市場操作を通じてあるいは国債を売買することによって物価水準を維持しようとする政策や、恐慌の際銀行に対して流動性を与え続けようとするストロングの姿勢は、マネタリストからは称賛を浴びオーストリア学派の経済学者からは厳しく批判された。
ストロングは連邦準備制度の設立にも関わっている。1907年恐慌の後、主要銀行家たちは通貨を発行する権限をもつ民営の中央銀行を設立すべきと考えた。だが一方、一般市民は断固として中央銀行の設立に反対していた。1909年からニューヨーク・バンカーズ信託会社の副社長であったストロングは、J・P・モルガンの代理として、1910年ジョージア州ジキル島で極秘裏に開かれた会合に出席した。他の出席者は、クーン・ローブ商会のパートナーであるポール・ウォーバーグ、ネルソン・オルドリッチ上院議員、エイブラム・アンドリュー財務次官補・国家金融委員会特別補佐、ニューヨーク・ナショナル・シティ銀行頭取フランク・ヴァンダーリップ、JPモルガン商会のシニアパートナーであるヘンリー・デイビソン、モルガンの支配下にあるファースト・ナショナル銀行頭取チャールズ・ノートンの6人であった。
後に「オルドリッチ・プラン」として呼ばれるものは、このジキル島の秘密会合で青写真が作成された。世論は、銀行家たちによって作成された銀行改革法案など決して認めず、中央銀行設立などもってのほかとの声が大勢であったため、プランは秘密裏に作成された。オルドリッチ・プランは議会に提出され多くの議論がなされたが、1912年の選挙で民主党が勝利したこともあり投票には至らず、代りにグラス・オウエン法案が提出された。
オルドリッチプランの概要は、結果として連邦準備制度のモデルとはなったが、連邦準備理事会の人事権が大統領に与えられ、銀行家の役割は12の連邦準備銀行の運営に限られるなど重要な部分で修正が為された。また「中央銀行」の名称もあえて使用しないこととした。
3年後、数ヶ月に及ぶ公聴会・文書作成期間・議論を経て、連邦準備制度設置のための法案「連邦準備法」が議会を通過し、1913年12月23日、ウィルソン大統領が同法案に署名した。連邦準備制度はオルドリッチ・プランの連邦準備組合（National Reserve Association）と多くの共通点をもつが、その管理制御体制は大きく異なる。
1914年、ストロングはバンカーズ・トラストの社長に就任し、ほどなくニューヨーク連邦準備銀行の総裁にも任命され、1928年10月に腸膿瘍で死去するまで総裁職を務め続けた。
アメリカの経済・歴史学者チャールズ・キンドルバーガーは、ストロングは1920年代の欧州の金融問題に目を向けた数少ない米国人為政者のひとりであり、大恐慌の1年前、1928年にストロングが死去しなければ、国際金融システムの安定性を維持することは可能だったかもしれない、と述べている。

### 関連文献
- ライアカット・アハメド “世界恐慌”
- Chandler, Lester V., Benjamin Strong: Central Banker, Brookings Institute, 1958.